# If You Were a Movie, This Would Be Your Soundtrack
| Recensione | Giudizio |
| ---------- | -------- |
| AllMusic   |          |

If You Were a Movie, This Would Be Your Soundtrack è il primo EP degli Sleeping with Sirens, pubblicato il 3 luglio 2012.

## Tracce
Testi di Kellin Quinn e Jesse Lawson, musiche di Sleeping with Sirens.
1. Scene One - James Dean and Audrey Hepburn – 4:16
2. Scene Two - Roger Rabbit – 3:17
3. Scene Three - Stomach Tied in Knots – 3:29
4. Scene Four - Don't You Ever Forget About Me (feat. Jessica Ess) – 3:24
5. Scene Five - With Ears to See and Eyes to Hear – 3:47

Bonus track
1. Iris (cover dei Goo Goo Dolls) – 3:28 (John Rzeznik)

## Classifiche
| Classifica (2012) | Posizione raggiunta |
| ----------------- | ------------------- |
| Stati Uniti       | 17                  |

## Formazione
- Kellin Quinn – voce
- Jesse Lawson – chitarra acustica
- Jack Fowler – chitarra acustica
- Justin Hills – basso
- Gabe Barham – percussioni